# Régions administratives de la République populaire roumaine
Jusqu'en 1950, la Roumanie, occupée par l'Armée rouge depuis septembre 1944, devenue un pays communiste en mars 1945 puis une « république populaire » fin 1947, était divisée historiquement en județe. En 1950 les autorités communistes décident de réformer la structure administrative du pays en supprimant les 57 județe pour instituer à la place 28 régions calquées, conformément aux souhaits du Parti unique,  sur les oblasts soviétiques et divisées comme ceux-ci en raions.
En 1952 les dirigeants modifient cette structure régionale en réduisant le nombre des régions à 18 : elles sont agrandies et l'une d'elles, calquée sur les oblasts autonomes de l'URSS est autonome : c'est la Province autonome magyare à majorité localement hongroise correspondant grosso modo au pays sicule auparavant divisé entre les régions du Mureș (nord) et de Staline (sud). Ses langues officielles sont le hongrois et le roumain. En 1960, les limites de la Province autonome magyare sont modifiées : elle est agrandie à l'ouest de deux raions de la région voisine de Cluj mais diminuée au sud-est de deux autres raions (correspondant en gros au comitat de Háromszék) au profit de la région de Staline (alors renommée Brașov). La nouvelle région « Mureș-Région autonome magyare » ainsi définie jusqu'en 1968, n'englobe plus tout le pays sicule à majorité magyare, mais comprend davantage de roumains.

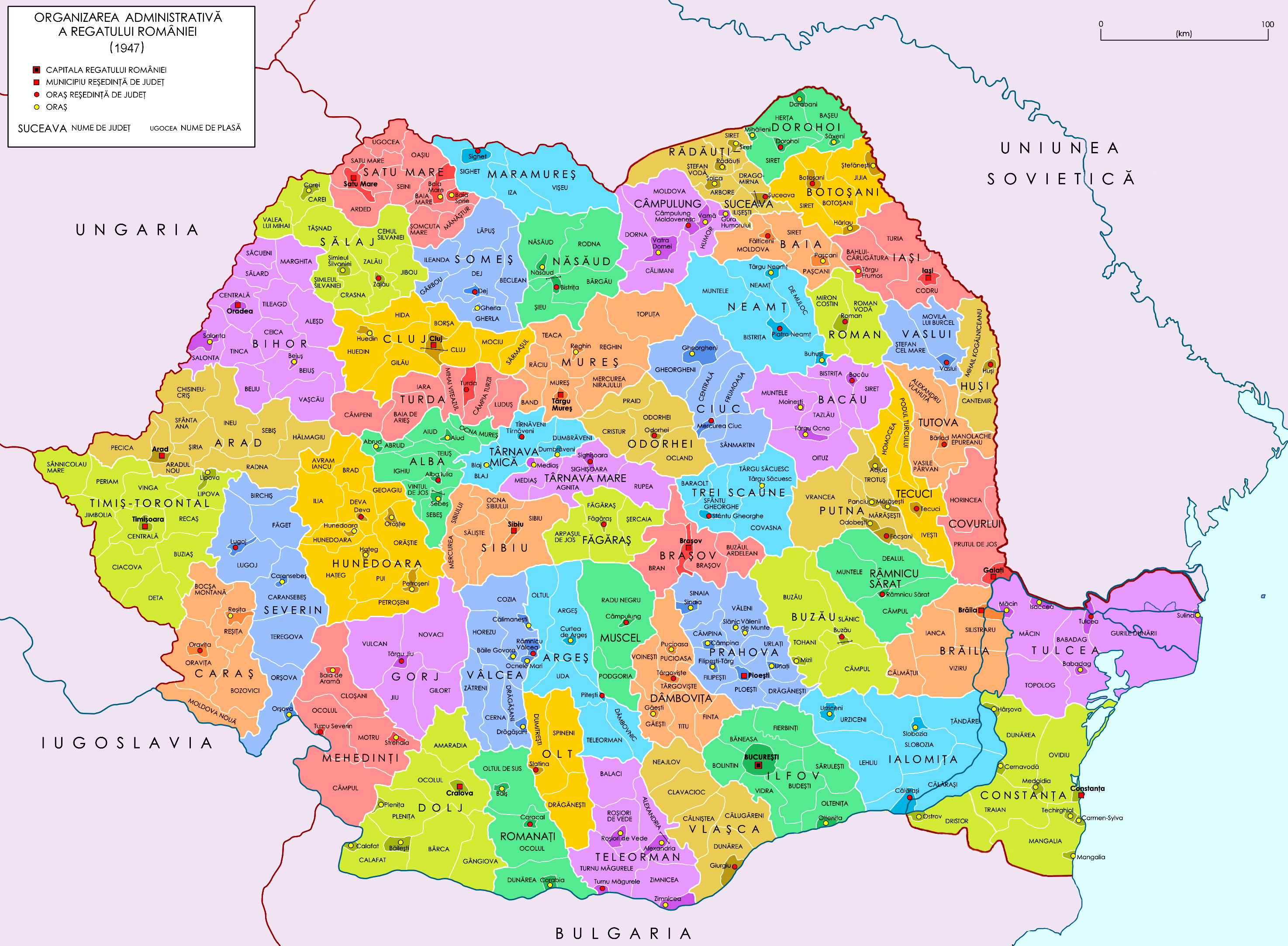
Les 57 județe de la Roumanie communiste entre 1945 et 1951.
Régions de la République populaire roumaine (1950-1952)
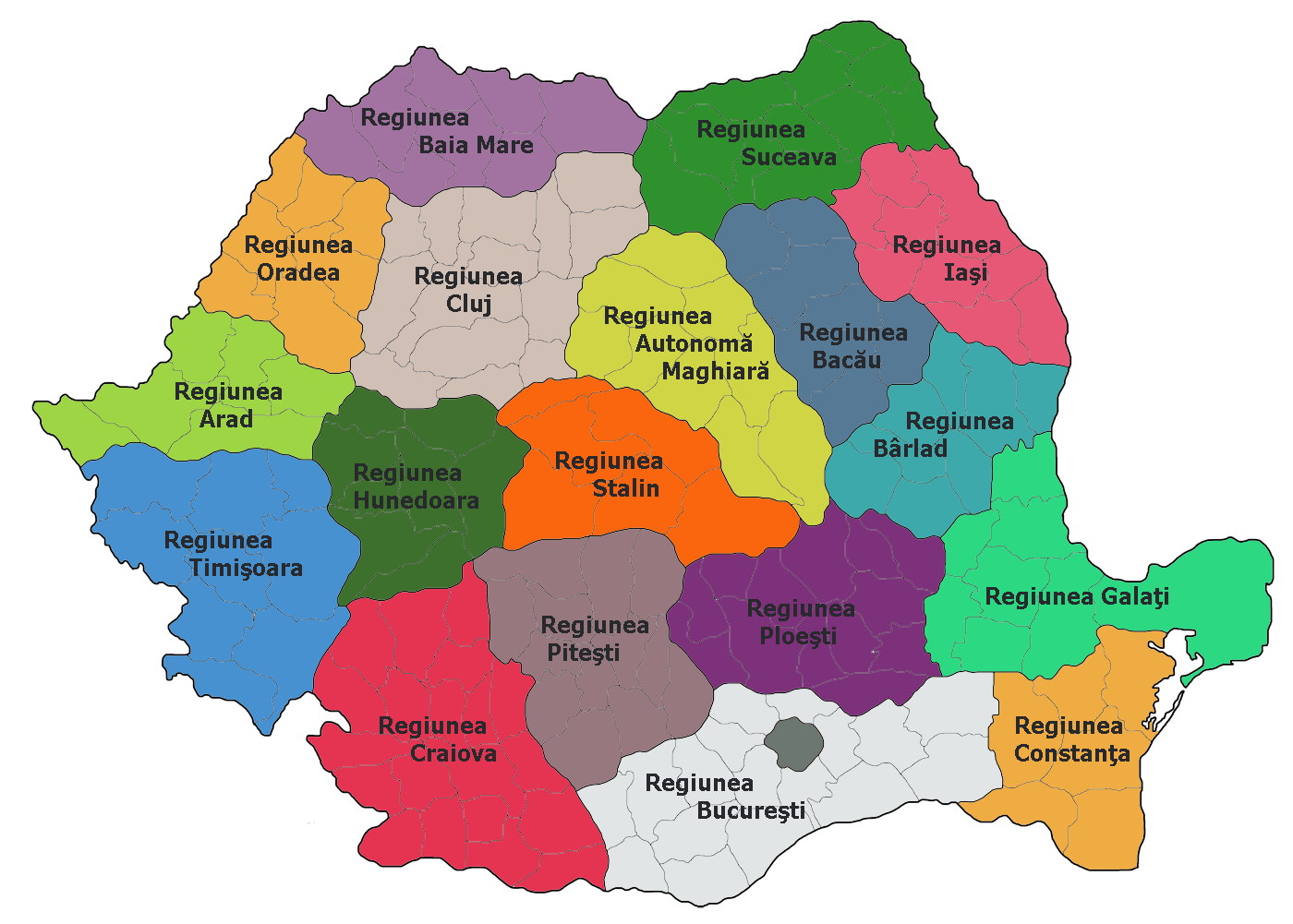
Idem (1952-1960)
Idem (1960-1968)
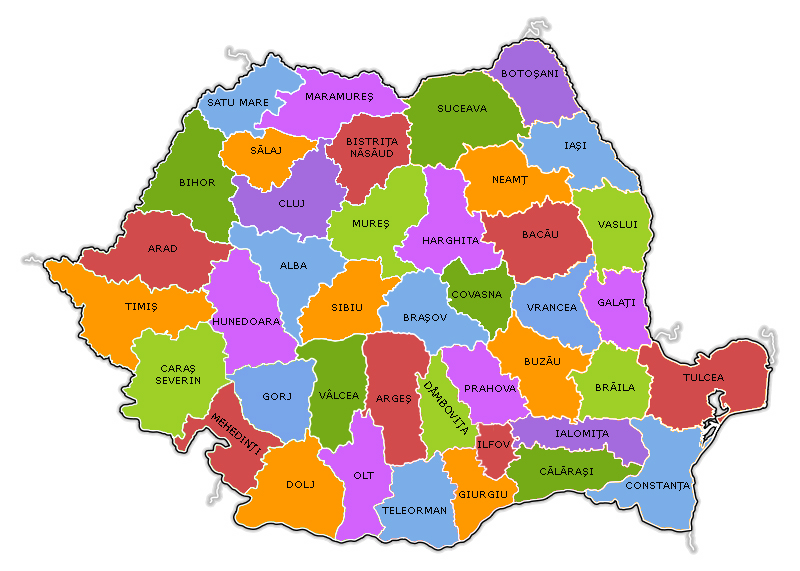
Les 41 județe rétablis en 1968 et légèrement remaniés en 1980.

En 1960, une nouvelle réforme réduit le nombre des régions à 17. Enfin en 1968, alors que le pays était devenu depuis trois ans une « république socialiste », les régions sont supprimées et les județe rétablis, mais agrandis et en moindre nombre (41) que ceux d'avant 1950. Le pays sicule se trouve alors divisé entre les județe de Mureș, Harghita et Covasna : les Sicules transylvains n'ont, dès lors, plus d'autonomie territoriale, mais seulement culturelle.